# Basket Trapani 2002-2003
Questa voce raccoglie le informazioni riguardanti il Basket Trapani nelle competizioni ufficiali della stagione 2002-2003.

## Verdetti stagionali
Competizioni nazionali
- Serie B d'Ecc.:

stagione regolare: 4ª su 16 squadre nel Girone A;
Play-off: Finale;

## Stagione
Il Basket Trapani 2002-2003 ha preso parte al campionato di Serie B d'Eccellenza.
Si è classificato al 4º posto nel campionato di serie B1 2002-03, raggiungendo così i playoff, dove inaspettatamente riuscì ad arrivare fino alla finalissima per la serie A, venendo sconfitto soltanto dal Banco di Sardegna Sassari, poi promosso in serie A2, per 2-1. La squadra era costruita sull'asse play-pivot Virgilio-Binelli e poteva contare anche sull'esperienza di Zamberlan e Passarelli, egregiamente guidati dal coach, Massimo Bernardi.

## Divise di gioco
Il fornitore ufficiale di materiale tecnico per la stagione 2002-2003 è Macron.
| Casa | Trasferta |

## Organigramma societario
Area dirigenziale
- Presidente: Andrea Magaddino
- Direttore Sportivo: Giuseppe Grasso

Area tecnica
- Allenatore: Massimo Bernardi
- Vice allenatore: Flavio Priulla

## Roster
| Basket Trapani 2002-2003 | Basket Trapani 2002-2003 |
| Giocatori                | Staff tecnico            |
| ------------------------ | ------------------------ |

| N. | Naz.                                     | Ruolo | Nome                              | Anno | Alt.   | Peso   |  |
| -- | ---------------------------------------- | ----- | --------------------------------- | ---- | ------ | ------ |  |
| 4  | Italia (bandiera)                        | P     | Davide Virgilio (C)               | 1972 | 180 cm | 70 kg  |  |
| 5  | Italia (bandiera)                        | C     | Alfredo Passarelli                | 1965 | 205 cm |        |  |
| 6  | Italia (bandiera)                        | GA    | Luca Sottana                      | 1982 | 186 cm | 84 kg  |  |
| 7  | Italia (bandiera)                        | PG    | Stefano Marisi                    | 1983 | 190 cm |        |  |
| 8  | Italia (bandiera)                        | G     | Marco Caprari                     | 1976 | 193 cm |        |  |
| 9  | Italia (bandiera)                        | C     | Mattia Soloperto (dal al 01/2003) | 1980 | 210 cm | 100 kg |  |
| 10 | Brasile (bandiera) · Italia (bandiera)   | G     | Paulinho Motta                    | 1973 | 198 cm | 97 kg  |  |
| 11 | Italia (bandiera)                        | C     | Augusto Binelli                   | 1964 | 215 cm | 118 kg |  |
| 12 | Italia (bandiera)                        | A     | Giampaolo Zamberlan               | 1962 | 205 cm |        |  |
| 13 | Argentina (bandiera) · Italia (bandiera) | C     | Dario André                       | 1974 | 204 cm |        |  |
|    | Italia (bandiera)                        | G     | Edoardo Zinetti                   | 1984 | 190 cm |        |  |
|    | Italia (bandiera)                        | A     | Gaspare Erice                     | 1984 | 192 cm |        |  |
|    | Italia (bandiera)                        | PG    | Andrea Di Vita                    | 1986 | 182 cm |        |  |
|    | Italia (bandiera)                        | C     | Ignazio La Gattuta                | 1985 | 200 cm |        |  |
|    | Italia (bandiera)                        | G     | Ivan Tarantino                    | 1985 | 180 cm |        |  |
|    | Italia (bandiera)                        |       | Enzo Mistretta                    |      |        |        |  |

| Allenatore                                                          |
| Massimo Bernardi                                                    |
| Assistente/i                                                        |
| Flavio Priulla Legenda - (C) Capitano - (IN) Inattivo - Infortunato |

## Mercato[1]

### Sessione estiva
| Arrivi           | Arrivi          | Arrivi             |
| R                | Nome            | da                 |
| ---------------- | --------------- | ------------------ |
| G                | Paulinho Motta  | Macaé              |
| G                | Luca Sottana    | Pall. Treviso      |
| P                | Stefano Marisi  | G.S. Riva          |
| G                | Marco Caprari   | Orlandina          |
| C                | Augusto Binelli | Sutor Montegranaro |
| Altre operazioni |                 |                    |
| R                | Nome            | da                 |
| G                | Edoardo Zinetti | inattivo           |
| A                | Gaspare Erice   | Set. giovanile     |
|                  | Enzo Mistretta  | Set. giovanile     |

| Partenze         | Partenze           | Partenze            |
| R                | Nome               | a                   |
| ---------------- | ------------------ | ------------------- |
| G                | Sandro Trevisan    | Benedetto XIV Cento |
| P                | Roberto Buonanno   | Patti               |
| P                | Mario Piazza       | Ares Ribera         |
| A                | Michele Bertinelli | Free agent          |
| C                | Marco Binetti      | Free agent          |
| Altre operazioni |                    |                     |
| R                | Nome               | a                   |
| P                | Valerio Picone     | Eagles Palermo      |

### Operazioni esterne alla sessione
| Arrivi | Arrivi           | Arrivi            |
| R      | Nome             | da                |
| ------ | ---------------- | ----------------- |
| C      | Mattia Soloperto | Fortitudo Bologna |

| Partenze | Partenze | Partenze |
| R        | Nome     | a        |
| -------- | -------- | -------- |
|          |          |          |

## Risultati

### Campionato

#### Girone di andata
| Trapani 22 settembre 2002 1ª giornata     | Basket Trapani | 47 – 60       | RB Montecatini | Palallio |
| Massimo Bernardi Allenatori Marco Calvani |                |               |                |          |
|                                           |                |               |                |          |
| Massimo Bernardi                          | Allenatori     | Marco Calvani |                |          |

| Castelletto Ticino 29 settembre 2002 2ª giornata | Castelletto Ticino | 69 – 70          | Basket Trapani | PalaBattisti |
| Romeo Sacchetti Allenatori Massimo Bernardi      |                    |                  |                |              |
|                                                  |                    |                  |                |              |
| Romeo Sacchetti                                  | Allenatori         | Massimo Bernardi |                |              |

| Vigevano 6 ottobre 2002 3ª giornata       | Pall. Vigevano | 73 – 66          | Basket Trapani | PalaBasletta |
| Luigi Garelli Allenatori Massimo Bernardi |                |                  |                |              |
|                                           |                |                  |                |              |
| Luigi Garelli                             | Allenatori     | Massimo Bernardi |                |              |

| Trapani 13 ottobre 2002 4ª giornata        | Basket Trapani | 77 – 76        | Triboldi | Palallio |
| Massimo Bernardi Allenatori Simone Lottici |                |                |          |          |
|                                            |                |                |          |          |
| Massimo Bernardi                           | Allenatori     | Simone Lottici |          |          |

| Riva del Garda 20 ottobre 2002 5ª giornata   | G.S. Riva  | 59 – 69          | Basket Trapani | PalaRigotti |
| Marcello Billeri Allenatori Massimo Bernardi |            |                  |                |             |
|                                              |            |                  |                |             |
| Marcello Billeri                             | Allenatori | Massimo Bernardi |                |             |

| Trapani 27 ottobre 2002 6ª giornata          | Basket Trapani | 74 – 71          | Basket Montichiari | Palallio |
| Massimo Bernardi Allenatori Mauro Procaccini |                |                  |                    |          |
|                                              |                |                  |                    |          |
| Massimo Bernardi                             | Allenatori     | Mauro Procaccini |                    |          |

| Treviglio 3 novembre 2002 7ª giornata     | Blu Treviglio | 79 – 61          | Basket Trapani | PalaTreviglio |
| Cesare Ciocca Allenatori Massimo Bernardi |               |                  |                |               |
|                                           |               |                  |                |               |
| Cesare Ciocca                             | Allenatori    | Massimo Bernardi |                |               |

| Trapani 10 novembre 2002 8ª giornata       | Basket Trapani | 89 – 76        | Pielle Livorno | Palallio |
| Massimo Bernardi Allenatori Manrico Vaiani |                |                |                |          |
|                                            |                |                |                |          |
| Massimo Bernardi                           | Allenatori     | Manrico Vaiani |                |          |

| Firenze 17 novembre 2002 9ª giornata        | Pall. Firenze | 82 – 101         | Basket Trapani | Palasport |
| Massimo Bianchi Allenatori Massimo Bernardi |               |                  |                |           |
|                                             |               |                  |                |           |
| Massimo Bianchi                             | Allenatori    | Massimo Bernardi |                |           |

| Trapani 24 novembre 2002 10ª giornata         | Basket Trapani | 76 – 63           | Lumezzane | Palallio |
| Massimo Bernardi Allenatori Eugenio Dalmasson |                |                   |           |          |
|                                               |                |                   |           |          |
| Massimo Bernardi                              | Allenatori     | Eugenio Dalmasson |           |          |

| Patti 27 novembre 2002 11ª giornata | Pall. Patti | 64 – 80          | Basket Trapani | Palasport Case Nuove Russo |
| Allenatori Massimo Bernardi         |             |                  |                |                            |
|                                     |             |                  |                |                            |
|                                     | Allenatori  | Massimo Bernardi |                |                            |

| Trapani 1 dicembre 2002 12ª giornata          | Basket Trapani | 82 – 85           | Junior Casale | Palallio |
| Massimo Bernardi Allenatori Gianluigi Galetti |                |                   |               |          |
|                                               |                |                   |               |          |
| Massimo Bernardi                              | Allenatori     | Gianluigi Galetti |               |          |

| Trapani 8 dicembre 2002 13ª giornata         | Basket Trapani | 80 – 62          | Celana Bergamo | Palallio |
| Massimo Bernardi Allenatori Roberto Ferrandi |                |                  |                |          |
|                                              |                |                  |                |          |
| Massimo Bernardi                             | Allenatori     | Roberto Ferrandi |                |          |

| Pistoia 15 dicembre 2002 14ª giornata   | Pistoia Basket | 86 – 72          | Basket Trapani | PalaCarrara |
| Fabio Bongi Allenatori Massimo Bernardi |                |                  |                |             |
|                                         |                |                  |                |             |
| Fabio Bongi                             | Allenatori     | Massimo Bernardi |                |             |

| Trapani 22 dicembre 2002 15ª giornata     | Basket Trapani | 86 – 61       | Virtus Siena | Palallio |
| Massimo Bernardi Allenatori Marco Schiavi |                |               |              |          |
|                                           |                |               |              |          |
| Massimo Bernardi                          | Allenatori     | Marco Schiavi |              |          |

#### Girone di ritorno
| Montecatini Terme 5 gennaio 2003 16ª giornata | RB Montecatini | 74 – 65          | Basket Trapani | PalaTerme |
| Marco Calvani Allenatori Massimo Bernardi     |                |                  |                |           |
|                                               |                |                  |                |           |
| Marco Calvani                                 | Allenatori     | Massimo Bernardi |                |           |

| Trapani 12 gennaio 2003 17ª giornata        | Basket Trapani | 80 – 65         | Castelletto Ticino | Palallio |
| Massimo Bernardi Allenatori Romeo Sacchetti |                |                 |                    |          |
|                                             |                |                 |                    |          |
| Massimo Bernardi                            | Allenatori     | Romeo Sacchetti |                    |          |

| Trapani 19 gennaio 2003 18ª giornata      | Basket Trapani | 72 – 86       | Pall. Vigevano | Palallio |
| Massimo Bernardi Allenatori Luigi Garelli |                |               |                |          |
|                                           |                |               |                |          |
| Massimo Bernardi                          | Allenatori     | Luigi Garelli |                |          |

| Cremona 26 gennaio 2003 19ª giornata       | Triboldi   | 74 – 71          | Basket Trapani | Palasport Ca' de' Somenzi |
| Simone Lottici Allenatori Massimo Bernardi |            |                  |                |                           |
|                                            |            |                  |                |                           |
| Simone Lottici                             | Allenatori | Massimo Bernardi |                |                           |

| Trapani 2 febbraio 2003 20ª giornata         | Basket Trapani | 68 – 58          | G.S. Riva | Palallio |
| Massimo Bernardi Allenatori Marcello Billeri |                |                  |           |          |
|                                              |                |                  |           |          |
| Massimo Bernardi                             | Allenatori     | Marcello Billeri |           |          |

| Montichiari 9 febbraio 2003 21ª giornata     | Basket Montichiari | 73 – 78          | Basket Trapani | PalaGarda |
| Mauro Procaccini Allenatori Massimo Bernardi |                    |                  |                |           |
|                                              |                    |                  |                |           |
| Mauro Procaccini                             | Allenatori         | Massimo Bernardi |                |           |

| Trapani 15 febbraio 2003 22ª giornata     | Basket Trapani | 85 – 80       | Blu Treviglio | Palallio |
| Massimo Bernardi Allenatori Cesare Ciocca |                |               |               |          |
|                                           |                |               |               |          |
| Massimo Bernardi                          | Allenatori     | Cesare Ciocca |               |          |

| Livorno 23 febbraio 2003 23ª giornata      | Pielle Livorno | 73 – 56          | Basket Trapani | PalaMacchia |
| Manrico Vaiani Allenatori Massimo Bernardi |                |                  |                |             |
|                                            |                |                  |                |             |
| Manrico Vaiani                             | Allenatori     | Massimo Bernardi |                |             |

| Trapani 2 marzo 2003 24ª giornata            | Basket Trapani | 79 – 66          | Pall. Firenze | Palallio |
| Massimo Bernardi Allenatori Federico Tintori |                |                  |               |          |
|                                              |                |                  |               |          |
| Massimo Bernardi                             | Allenatori     | Federico Tintori |               |          |

| Lumezzane 9 marzo 2003 25ª giornata           | Lumezzane  | 87 – 76          | Basket Trapani | Palafiera |
| Eugenio Dalmasson Allenatori Massimo Bernardi |            |                  |                |           |
|                                               |            |                  |                |           |
| Eugenio Dalmasson                             | Allenatori | Massimo Bernardi |                |           |

| Trapani 16 marzo 2003 26ª giornata | Basket Trapani | 73 – 66 | Pall. Patti | Palallio |
| Massimo Bernardi Allenatori        |                |         |             |          |
|                                    |                |         |             |          |
| Massimo Bernardi                   | Allenatori     |         |             |          |

| Casale Monferrato 23 marzo 2003 27ª giornata  | Junior Casale | 86 – 80          | Basket Trapani | PalaFerraris |
| Gianluigi Galetti Allenatori Massimo Bernardi |               |                  |                |              |
|                                               |               |                  |                |              |
| Gianluigi Galetti                             | Allenatori    | Massimo Bernardi |                |              |

| Bergamo 30 marzo 2003 28ª giornata           | Celana Bergamo | 75 – 78          | Basket Trapani | Palazzetto dello sport |
| Roberto Ferrandi Allenatori Massimo Bernardi |                |                  |                |                        |
|                                              |                |                  |                |                        |
| Roberto Ferrandi                             | Allenatori     | Massimo Bernardi |                |                        |

| Trapani 6 aprile 2003 29ª giornata      | Basket Trapani | 96 – 77     | Pistoia Basket | Palallio |
| Massimo Bernardi Allenatori Fabio Bongi |                |             |                |          |
|                                         |                |             |                |          |
| Massimo Bernardi                        | Allenatori     | Fabio Bongi |                |          |

| Siena 13 aprile 2003 30ª giornata         | Virtus Siena | 53 – 69          | Basket Trapani | PalaPerucatti |
| Marco Schiavi Allenatori Massimo Bernardi |              |                  |                |               |
|                                           |              |                  |                |               |
| Marco Schiavi                             | Allenatori   | Massimo Bernardi |                |               |

#### Play-off

##### Quarti di finale
| Arbitri: | Mauro Ceratto (Castellazzo Bormida) Maurizio Rostain (Torino) |

|                  |            |                 |
| Zamberlan 21     | Punti      | 21 Quaroni      |
| Massimo Bernardi | Allenatori | Stefano Salieri |

| Arbitri: | Emanuele Aronne (Viterbo) Andrea Del Moro |

|                 |            |                  |
| Maestrello 15   | Punti      | 15 Paulinho      |
| Stefano Salieri | Allenatori | Massimo Bernardi |

| Arbitri: | Andrea Auriemma (Napoli) Roberto Biasini (Veroli) |

|                  |            |                 |
| Zamberlan 16     | Punti      | 16 Maestrello   |
| Massimo Bernardi | Allenatori | Stefano Salieri |

- Esito:

Trapani  vince la serie per 2 a 1

##### Semifinale
| Montegranaro 2003 gara 1                    | Sutor Montegranaro | 84 – 71          | Basket Trapani | Palazzetto dello sport |
| Giovanni Gebbia Allenatori Massimo Bernardi |                    |                  |                |                        |
|                                             |                    |                  |                |                        |
| Giovanni Gebbia                             | Allenatori         | Massimo Bernardi |                |                        |

| Trapani 2003 gara 2                         | Basket Trapani | 92 – 80         | Sutor Montegranaro | Palallio |
| Massimo Bernardi Allenatori Giovanni Gebbia |                |                 |                    |          |
|                                             |                |                 |                    |          |
| Massimo Bernardi                            | Allenatori     | Giovanni Gebbia |                    |          |

| Montegranaro 2003 gara 3                    | Sutor Montegranaro | 95 – 97          | Basket Trapani | Palazzetto dello sport |
| Giovanni Gebbia Allenatori Massimo Bernardi |                    |                  |                |                        |
|                                             |                    |                  |                |                        |
| Giovanni Gebbia                             | Allenatori         | Massimo Bernardi |                |                        |

- Esito:

Trapani  vince la serie per 2 a 1

##### Finale
| Sassari 25 maggio 2003 gara 1            | Dinamo Sassari | 81 – 86          | Basket Trapani | PalaSerradimigni |
| Franco Ciani Allenatori Massimo Bernardi |                |                  |                |                  |
|                                          |                |                  |                |                  |
| Franco Ciani                             | Allenatori     | Massimo Bernardi |                |                  |

| Trapani 29 maggio 2003 gara 2            | Basket Trapani | 83 – 87      | Dinamo Sassari | Palallio |
| Massimo Bernardi Allenatori Franco Ciani |                |              |                |          |
|                                          |                |              |                |          |
| Massimo Bernardi                         | Allenatori     | Franco Ciani |                |          |

| Sassari 1 giugno 2003 gara 3             | Dinamo Sassari | 92 – 72          | Basket Trapani | PalaSerradimigni |
| Franco Ciani Allenatori Massimo Bernardi |                |                  |                |                  |
|                                          |                |                  |                |                  |
| Franco Ciani                             | Allenatori     | Massimo Bernardi |                |                  |

- Esito:

Sassari  vince la serie per 2 a 1